# Honda N-Van
Le Honda N-Van (stylisé comme " Honda N-VAN ") est un petit monospace produit par Honda pour le marché japonais. L'origine du nom du véhicule exprime le «van léger de prochaine génération» proposé par la série N, comme le montrent les N-One, N-Box et N-WGN : il fait partie d'une gamme renouvelée de voitures de ville de classe Keijidōsha. L'utilisation de la lettre "N" dans le nom a été utilisée par Honda pour la fin des années 1960 et 1970 Honda N360 . 

## Aperçu
Il a été développé dans le but d'"une nouvelle apparence" des véhicules utilitaires légers de la cinquième série de "N series" déployée à partir du premier N-BOX sorti en novembre 2011. En plus d'être le premier véhicule utilitaire de la série, il est également un successeur important de l'Acty, Vamos et Vamos Hobio qui étaient auparavant vendus. 

### N-Van Combo
Le N-Van dispose d'une variante Combo, qui présente la particularité d'être le plus petit camping-car du monde, avec 3,39 mètres de long.  
Le N-Van Combo ne dispose que d'un siège, celui du conducteur, mais est notamment équipé d'un toit relevable et d'un espace salon (avec cuisinière, télévision ou encore frigo). Une tente repliable est également proposée en option. 
Ce véhicule est disponible avec une motorisation délivrant une puissance de 54 ou 63 ch. 

## Voir également
- Honda N-One
- Honda N-Box
- Honda N-WGN
- Honda S660